# Black Rebel Motorcycle Club
Black Rebel Motorcycle Club is een Amerikaanse rockband uit San Francisco. De band werd opgericht in 1998 en bestaat uit zanger/gitarist Peter Hayes, bassist Robert Levon Been (eerder bekend als Robert Turner) en drumster Leah Shapiro. Tot 2008 was Nick Jago de drummer van de band.

## Biografie
In 1995 ontmoetten Robert Levon Been en Peter Hayes elkaar op een school in San Francisco. Ze werden vrienden, mede doordat ze een liefde deelden voor bands als The Stone Roses en Ride. Ze besloten een muzikale samenwerking te beginnen, maar deze werd even later stopgezet vanwege de persoonlijke bands van Been en Hayes. Toen in 1998 beiden hun band verlieten, werd het project voortgezet. Hiervoor werd ook drummer Nick Jago gevraagd. Het eerste optreden, onder de naam The Elements, volgde in november. Nadat ze hadden ontdekt dat al vele bands deze naam hadden, kwamen ze op de naam Black Rebel Motorcycle Club. De naam werd afgeleid van de gelijknamige motorclub van Johnny Strabler (gespeeld door Marlon Brando) in de film The Wild One.
In 1999 ronde de band een demo af, bestaande uit 16 nummers. Alle 500 kopieën werden tijdens concerten verkocht. De bandleden verhuisden naar Los Angeles, waar het lokale radiostation KCRW hen demo airplay gunde. Later bereikte de nummers ook het Verenigd Koninkrijk, toen BBC Sheffield de demo "album van de week" noemde. De demo trok ook de aandacht van Oasis-gitarist Noel Gallagher, die de band wilde contracteren. Op dat moment waren er echter al enkele grote platenmaatschappijen aan het bieden voor hun rechten. De band tekende in maart 2000 bij Virgin Records. Hierna volgde een toer als het voorprogramma van The Dandy Warhols. De rest van het jaar werkte de band aan een debuutalbum. Het kreeg de naam B.R.M.C. en werd in maart 2001 uitgebracht. Twee jaar later, in september 2003, volgde het tweede album Take Them On, On Your Own. In 2004 werd er gebroken met platenlabel Virgin. De band probeerde al enkele maanden onder het contract uit te komen, en in april lukte dat. Been: "Dit is de beste dag in onze nog korte bandhistorie. We hebben de afgelopen maanden gevochten om onder ons contract met Virgin uit te komen." De band koos voor een nieuw contract bij RCA Records. Een jaar later verscheen het derde album Howl, met veel americana-invloeden.
De rock-'n-roll-sound van de eerste twee albums kwam terug met het album Baby 81, uitgebracht in april 2007. In 2008 verliet drummer Nick Jago de band, volgens Hayes en Been omdat hij met zich niet volledig op de band richtte. Jago werd niet officieel ontslagen en mocht terugkeren wanneer hij dat wilde. Zijn vervanger werd drumster Leah Shapiro van The Raveonettes. In november verscheen het vijfde studioalbum The Effect Of 333. Het album was volledig instrumentaal en was te downloaden vanaf de officiële band-website. In 2010 werd een nieuw album uitgebracht, genaamd Beat The Devil's Tattoo. In 2013 verscheen de opvolger Specter At The Feast.

## Discografie

### Studioalbums
- B.R.M.C. (2001)
- Take Them On, On Your Own (2003)
- Howl (2005)
- Baby 81 (2007)
- The Effects of 333 (2008)
- Beat The Devil's Tattoo (2010)
- Specter At The Feast (2013)
- Wrong Creatures  (2018)

## Hitnotaties

### Albums
| Album met eventuele hitnotering(en) in de Nederlandse Album Top 100 | Datum van verschijnen | Datum van binnenkomst | Hoogste positie | Aantal weken | Opmerkingen |
| ------------------------------------------------------------------- | --------------------- | --------------------- | --------------- | ------------ | ----------- |
| Specter at the feast                                                | 2013                  | 23-03-2013            | 80              | 1*           |             |

| Album met hitnotering(en) in de Vlaamse Ultratop 200 albums | Datum van verschijnen | Datum van binnenkomst | Hoogste positie | Aantal weken | Opmerkingen |
| ----------------------------------------------------------- | --------------------- | --------------------- | --------------- | ------------ | ----------- |
| Specter at the feast                                        | 2013                  | 23-03-2013            | 122             | 1*           |             |